# Japanolaccophilus niponensis
Japanolaccophilus niponensis là một loài bọ cánh cứng trong họ Bọ nước. Loài này được Kamiya miêu tả khoa học năm 1939. Chúng là loài duy nhất trong chi đơn loài Japanolaccophilus.